# Новая итальянская социалистическая партия
Новая Итальянская Социалистическая Партия (итал. Nuovo PSI, NPSI) — малая политическая партия в Италии, социал-демократического направления, и одна из претендовавших на роль преемника исторической Итальянской социалистической партии, распущенной после судебной бури начала 1990-х годов (см. Операция «Чистые руки»).
Партия, долго ориентировавшаяся на правоцентристские партии Сильвио Берлускони (Forza Italia/Il Popolo della Libertà/Forza Italia (2013)), была основана в 2001 году как Partito Socialista — Nuovo PSI, но после раскола в Социалистической партии Джанни Де Микелиса в 2007 году приняла текущее название. Большинство членов партии являлись бывшими последователями Беттино Кракси (часть его сторонников ещё ранее присоединилась к Forza Italia), которого они часто изображали как «жертву политических преследований», несмотря на многочисленные случаи обвинения Кракси в политической коррупции. Именно поэтому партия была союзником правоцентристской коалиции (Casa delle Libertà, CdL) на протяжении большей части своей истории, тогда как в левоцентристской коалиции доминировали бывшие коммунисты и левые христианские демократы, ранее бывшие главными конкурентами социалистов.
Главным лидером партии был Джанни Де Микелис, который вышел из партии в 2007 году и был заменен Стефано Кальдоро. В 2007 году некоторые члены покинули партию, чтобы присоединиться к новой левоцентристской Итальянской социалистической партии, а те, что осталось в NPSI, влились в правоцентристскую PdL. С 2010 по 2015 год лидер партии  Стефано Кальдоро был на должности Президента Кампании от PdL.
Имеет 1 депутата в палате представителей Италии.